# Bitwa pod Sluys

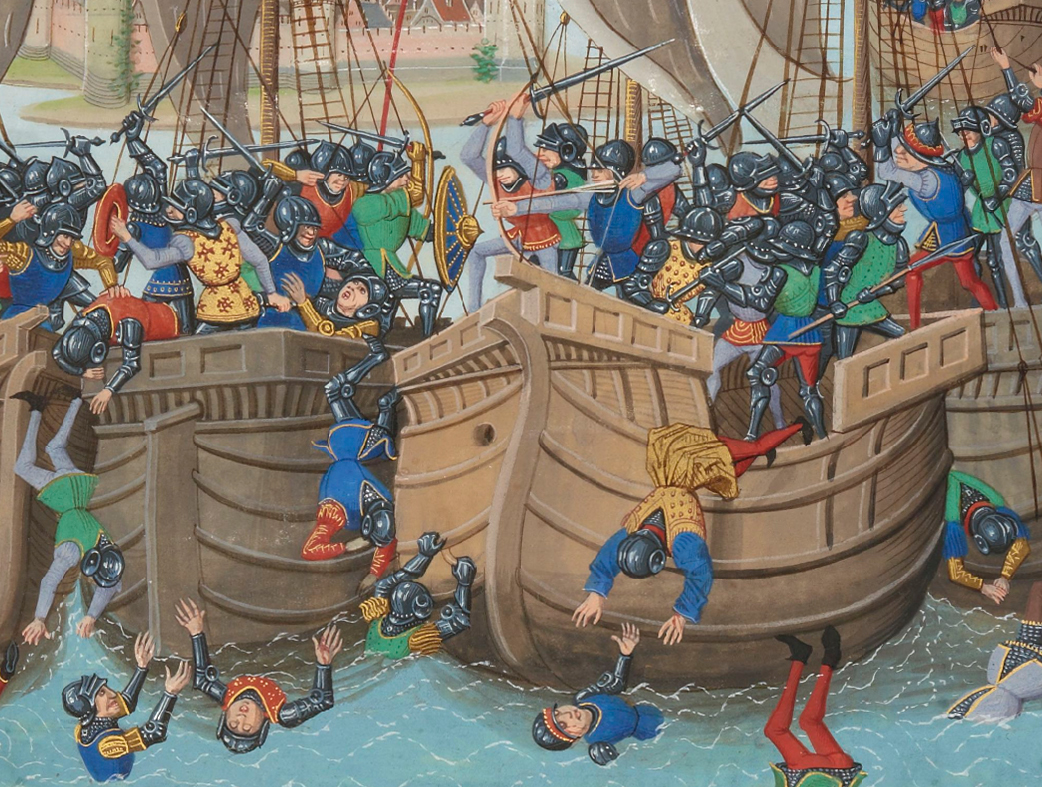
Dramatyczna scena z przedstawienia bitwy (fragment miniatury z Kronik Jeana Froissarta)

Bitwa pod Sluys (Sluis) – bitwa morska pomiędzy flotą angielską i francuską, stoczona 24 czerwca 1340 roku na wodach koło portu Sluys w zachodniej Flandrii.
Była drugą bitwą morską wojny stuletniej. Po stronie angielskiej pod wodzą króla Edwarda III uczestniczyło 210 okrętów wobec 190 po stronie francuskiej, dowodzonych przez admirałów Huguesa Quiéreta i Nicolasa Béhucheta, w tym 20 genueńskich galer pod komendą Egidio Boccanegry (zwanego też Barbanera – „Czarnobrody”).

## Działania poprzedzające
Celem działania Francuzów było zablokowanie portu Brugii, gdzie Anglicy mogliby wysadzić swe wojska dla podjęcia przeciw nim operacji lądowych i w ich następstwie skierować się na Paryż. Na obszarze rozległego ujścia Skaldy Francuzi rozmieścili swe siły w zatoce poprzedzającej dojście, z przepustem chronionym dodatkowo przez Sluys (dosł. „śluza”), jako swoistym awanportem Brugii. Edward III, który ze swą flotą zakotwiczył 23 czerwca pod Blankenberghe (na wysokości Brugii), rozpoznał ich pozycje, a rano dnia następnego jego okręty wpłynęły na wody zatoki pod Sluys.

## Bitwa
Flota francuska została uszykowana w 4 linie wzdłuż brzegu w szyku czołowym, przy czym zakotwiczone okręty dodatkowo spięto łańcuchami, zgodnie z ówczesnymi zasadami walki w defensywie. Nie miały one jednolitego dowództwa (dowodzili równocześnie Quieret z Béhuchetem), a najemnymi kusznikami dysponowały głównie na okrętach genueńskich, które (wobec sprzeciwu Boccanegry), dla swobody manewru pozostawiono poza zwartym szykiem liniowym.
Szyk floty angielskiej składał się z dwóch linii okrętów, z których drugą dowodził sam król. Główną siłę zbrojną na ich pokładach stanowili łucznicy wyposażeni w długie łuki angielskie. Na czoło wysunięto w parach największe kogi z łucznikami, pomiędzy nimi umieszczając mniejszy okręt ze zbrojnymi. Z tyłu wspierały je pomniejsze jednostki, na ogół też obsadzone łucznikami.
Do starcia doszło około południa. Kogi angielskie przeszły przed frontem zakotwiczonych jednostek przeciwnika, a potem wykonały zwrot i zajmując pozycję na wprost, rozpoczęły atak czołowy, na wstępie silnie ostrzeliwując z łuków okręty przeciwnika. W następnej kolejności atakowane były one przez mniejsze jednostki i zdobywane abordażem lub niszczone przez podpalenie. W tym czasie reszta zakotwiczonych i spiętych okrętów szyku francuskiego pozostawała unieruchomiona i bezczynna.
Po kilkugodzinnym boju strona angielska osiągnęła widoczną przewagę, rozbijając pierwszą linię Francuzów, wobec czego załogi okrętów z dalszych linii ich szyku zaczęły opuszczać swe jednostki, uchodząc łodziami wiosłowymi na brzeg. Na lądzie rozproszone załogi zostały zaatakowane przez sprzymierzonych z Anglikami Flamandów, co ostatecznie przesądziło o klęsce Francuzów.

## Podsumowanie
Spośród dowodzących Quieret zginął (według niektórych źródeł, został wzięty do niewoli i ścięty w odwecie za masakrę angielskich jeńców po bitwie pod Arnemuiden w 1338), Béhuchet został ujęty i powieszony na rei. Starcie zakończyło się niemal całkowitym zniszczeniem floty francuskiej (zdobyto bądź zatopiono 170 okrętów) i stratą ok. 15 tysięcy żołnierzy; z pogromu udało się ocalić jedynie czterem genueńskim galerom Boccanegry, który poza tym zdobył 2 kogi angielskie.
Bitwa ta wykazała niezwykłą skuteczność użycia angielskich łuczników nie tylko w starciach lądowych, lecz także w bitwach na morzu, we wstępnej fazie walki. Fakt, iż rozpoczęto ją regularnym starciem czołowym, które następnie przekształciło się w szereg indywidualnych walk okrętów, zdecydował o zwycięstwie Anglików, którzy w pełni wykorzystali czynnik manewrowości, jakiego zabrakło przeciwnikowi.
Uzyskana w wyniku tej batalii kontrola nad akwenem kanału La Manche umożliwiła Anglikom operację lądowania ich wojsk we Flandrii dla podjętego następnie oblężenia Tournai.